# Alexander Putz

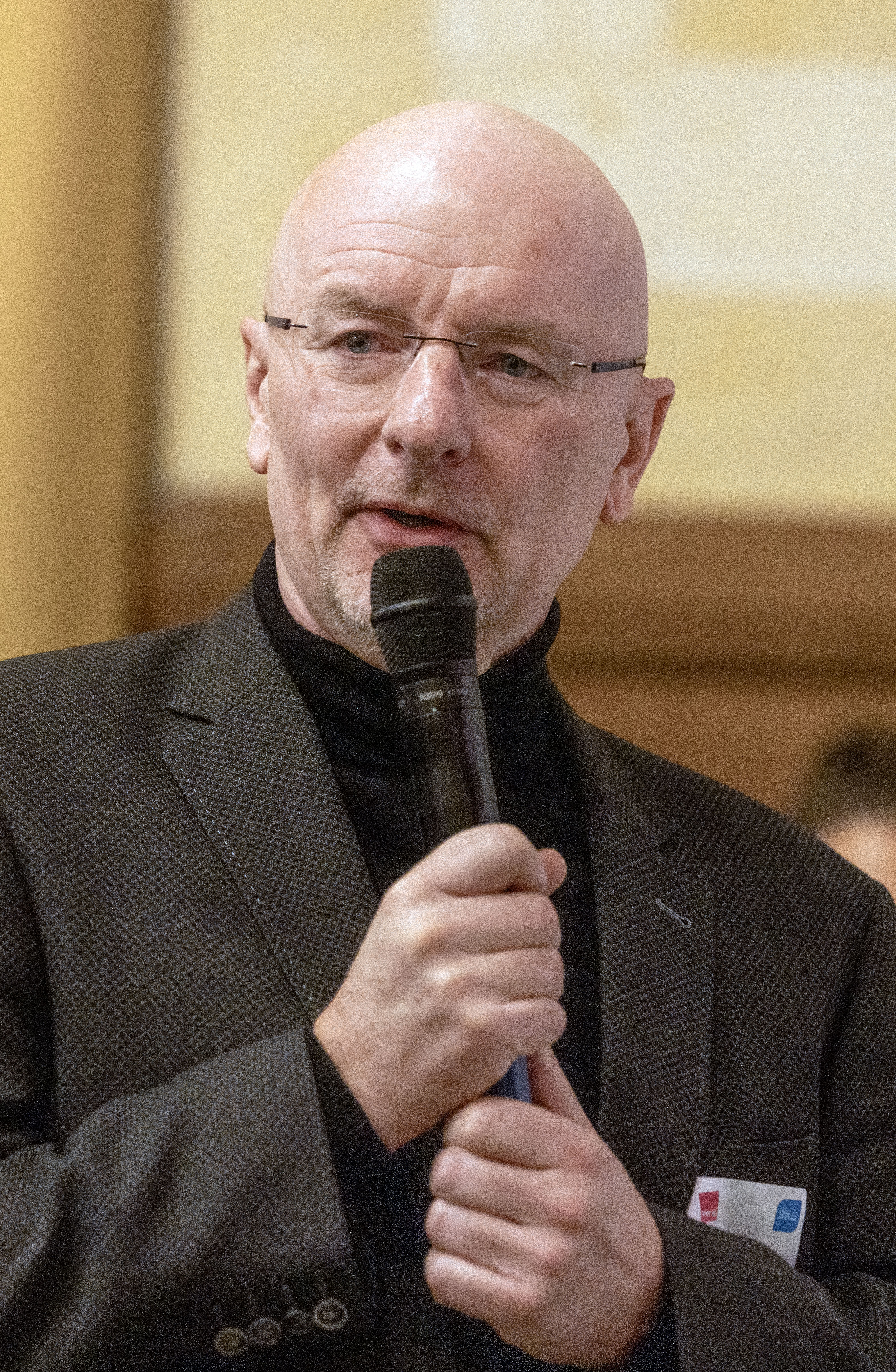
Alexander Putz, April 2024

Alexander Putz (* 18. Juli 1963 in Klosterneuburg bei Wien) ist ein österreichisch-deutscher Politiker (CSU, bis 2020 FDP). Er ist seit dem 1. Januar 2017 Oberbürgermeister der Stadt Landshut.

## Leben
Der gebürtige Österreicher ist Bauingenieur. Putz wohnt seit etwa 1982 im Raum Landshut, erlangte aber erst wenige Jahre vor 2016 die deutsche Staatsangehörigkeit. Er gründete mit drei weiteren Ingenieuren im Jahr 1993 eine Ingenieur- und Planungsgesellschaft mit Sitz in Landshut, die er Ende 2016 verließ. Sie wird nun noch von zwei weiteren Gründern (Stand Anfang 2017) weiterhin geführt. Er wohnt in Bruckberg, einer Gemeinde im Landkreis Landshut.
Putz ist geschieden und hat zwei Kinder. Er ist seit 2023 mit der Schauspielerin Janina Hartwig liiert.

## Politik
Putz trat 2012 in die FDP ein. Seit dem 24. Juni 2013 war er Kreisvorsitzender der Partei. 2014 übernahm er das Amt des Schriftführers der FDP Niederbayern, seit 2015 war er stellvertretender Landesvorsitzender des Arbeitskreises Liberaler Mittelstand Bayern. Bei der Wahl des Landesvorsitzenden der bayerischen FDP erreichte er am 21. November 2015 gegen Amtsinhaber Albert Duin knapp 26 %.
Eines der zentralen Anliegen von Putz als Oberbürgermeister ist die Stärkung des Tourismus in Landshut, zudem setzt er sich für verbesserte Verkehrsinfrastruktur, mehr Wirtschaftsansiedlungen und schnelleres Internet in der Stadt ein.
Am 28. Oktober 2020 gab Putz seinen Austritt aus der FDP „mit sofortiger Wirkung“ bekannt. Er begründete dies damit, die derzeitige Linie der Bundes- und Landespartei in Sachen Corona-Krisenmanagement nicht mittragen zu können.
Seit dem 11. Mai 2023 ist Putz Mitglied der CSU.

## Oberbürgermeisterwahl
Putz bewarb sich am 9. Oktober 2016 mit drei weiteren Bewerbern um die Nachfolge von Hans Rampf. Den Rat, sich seinen österreichischen Dialekt abzutrainieren, hatte er abgelehnt; auch hatte er kein so großes Netzwerk innerhalb der Stadt wie die Mitbewerber. Im ersten Wahlgang erhielt er 27,9 % der Stimmen und gelangte dadurch in die Stichwahl gegen Helmut Radlmeier, der 32,8 % erreicht hatte.
In der Stichwahl siegte Putz mit 63,0 % der Stimmen; Radlmeier kam auf 37,0 %. Die Wahlbeteiligung betrug 45,11 %. Die Amtszeit begann am 1. Januar 2017.
Auf Vorschlag von Putz wurden Oberbürgermeister- und Stadtratswahl terminlich wieder zusammengelegt auf den 15. März 2020, obwohl er sechs Jahre im Amt hätte bleiben können. Unter sieben Bewerbern erreichte er 45,5 % und wurde in der Stichwahl am 29. März 2020 mit 70,4 % wiedergewählt; die Gegenkandidatin Sigi Hagl (Bündnis 90/Die Grünen) erreichte 29,6 %. Putz hat angekündigt, bei der Bürgermeisterwahl 2026 nicht mehr antreten zu wollen. Seine Amtszeit endet am 30. April 2026.